# Matthew Sintchak
Matthew Sintchak ist ein US-amerikanischer Saxophonist und Musikpädagoge.

## Leben und Wirken
Matthew Sintchak studierte von 1986 bis 1988 an der Boston University, dann bis 1990 am New England Conservatory of Music bei Kenneth Radnofsky und George Garzone (Bachelor). Von 1990 bis 1997 setzte er seine Ausbildung an der Eastman School of Music bei Ramon Ricker fort und erlangte den Mastergrad und den Doctor of Musical Arts. 1992–93 nahm er Unterricht bei Claude Delangle am Pariser Konservatorium. Er unterrichtete an der University of Hartford und der University of Iowa und ist seit 2001 Professor für Saxophon an der University of Wisconsin-Whitewater.
In den USA, Kanada, Europa, China und Japan gab Sintchak Meisterklassen und Konzerte als Saxophonsolist. Er trat mit dem Hartford Symphony Orchestra, dem Portland Symphony Orchestra, dem Rochester Philharmonic Orchestra und auf zwei Japantourneen mit dem Eastman Wind Ensemble auf und ist Mitglied des Ancia Saxophone Quartet (mit David Milne, Joan Hutton und Angela Wyatt), des Duo Nouveau (mit dem Gitarristen Matthew Ardizzone) und dem Intergalactic Contemporary Ensemble. Als Interpret von Werken der Neuen Musik spielte Sintchak mehr als zwanzig Uraufführungen von Kompositionen zeitgenössischer Komponisten wie John Harbison, Gunther Schuller, Lawrence Fritts, Mark Engebretson, Michael Colgrass und Yoshihisa Hirano.